# Bob Johnson (cầu thủ bóng đá, sinh năm 1911)
Robert Emmerson Oliver Johnson (25 tháng 10 năm 1911 - 5 tháng 3 năm 1982) là một cầu thủ bóng đá người Anh thi đấu ở vị trí trung vệ.